# Grose River
La Grose River est une rivière des montagnes Bleues en Nouvelle-Galles du Sud dans le bassin du fleuve Hawkesbury et de la Nepean River.

## Description
La rivière Grose prend sa source au nord-est de Mount Victoria dans le parc national des Blue Mountains et traverse la Grose Valley et certaines parties du site du patrimoine mondial de la région des montagnes Bleues, généralement au nord, au sud-est, puis à l'est. Elle est rejointe par quatre affluents avant d'atteindre sa confluence avec le fleuve Hawkesbury à l'ouest d'Agnes Banks. La rivière descend de 952 mètres (3 123 pieds) sur un parcours de 54 kilomètres.
La marche dans la brousse est une activité populaire et la meilleure méthode d'accès à la Grose River dans son cours supérieur. Il y a plusieurs promenades bien entretenues qui suivent des sections pittoresques de sa vallée. L'une des plus populaires est celle traversant la Blue Gum Forest (en), située à la jonction de la Grose River et du ruisseau Govetts.
La rivière a été nommée en septembre 1793 en l'honneur du lieutenant-gouverneur Francis Grose.